# Decorah
Decorah é uma cidade localizada no estado americano de Iowa, no Condado de Winneshiek e sede do Luther College - uma pequena escola liberal de artes com um programa forte de artes - e uma cooperativa de alimentos naturais.

## Demografia
Segundo o censo americano de 2000, a sua população era de 8172 habitantes.
Em 2006, foi estimada uma população de 8080, um decréscimo de 92 (-1.1%).

## Geografia
De acordo com o United States Census Bureau tem uma área de
16,7 km², dos quais 16,6 km² cobertos por terra e 0,1 km² cobertos por água. Decorah localiza-se a aproximadamente 268 m acima do nível do mar.

## Localidades na vizinhança
O diagrama seguinte representa as localidades num raio de 24 km ao redor de Decorah.